# Kärleken är
Kärleken är ("O amor é") foi a canção que representou a Suécia no Festival Eurovisão da Canção 1998 que se desenrolou em 9 de maio de 1998, em Birmingham,  Inglaterra, no Reino Unido.
A referida canção foi interpretada em sueco por Jill Johnson. Foi a décima-nona cançâo a ser interpretada na noite do festival, a seguir à canção dos Países Baixos "Hemel en aarde", interpretada por Edsilia e antes da canção da Bélgica "Dis oui", interpretada por Mélanie Cohl. Terminou a competição em 10.º lugar, tendo recebido um total de 53 pontos. De referir que esta foi a última canção sueca no Festival Eurovisão da Canção, interpretada em sueco até 2025. Desde 1999 que todas as canções suecas participantes naquele evento têm sido interpretadas em inglês. Assim em 1999, a Suécia foi representada por Charlotte Perrelli que interpretou o tema "Take Me to Your Heaven", em inglês que acabaria por vencer o evento. 

## Autores
| AUTORES                                     |
| ------------------------------------------- |
| Letrista: Ingela 'Pling' Forsman            |
| Compositor: Håkan Almqvist, Bobby Ljunggren |
| Orquestrador: Anders Berglund               |

## Letra
A canção é uma balada sobre o amor. Embora a letrista Ingela Ping  Forsman não se tenha pronunciado sobre o pano de fundo a música quando ganhou Melodifestivalen e competiu no Festival Eurovisão, ela já confirmou que a letra de fa(c)to foi inspirada pelas consequências da morte de Diana, Princesa de Gales num acidente de automóvel em França em 1997. .  O refrão diz em sueco "Um anjo passou por  seu caminho para o céu, tão livre, mas deixou seu sorriso aqui na terra - como um sol que aquece, como a luz das estrelas celestes, para que possamos contemplar a vida e as suas manifestações de fé, o amor é"

## Single
O single "Kärleken är" foi lançado a 20 de março de 1998. Alcançou o #5 no top sueco de singles

### Track listing
1. "Kärleken är" (radio version) - 3:00
2. "Kärleken är" (instrumental version) - 3:00

## List placings

### Svensktoppen
Kärleken är foi testado no  top sueco da Sveriges Radio Svensktoppen, entrando a 2 de maio de 1998 e conseguiu manter-se aí durante semanas.

## Outras versões
Johnson gravou também uma versão desta canção em inglês intitulada "Eternal love".